# Kitüntetetten
A Kitüntetetten (angolul Being Decorated) 2001-ben készült és 2002-ben bemutatott magyar dokumentumfilm, angol felirattal, Almási Tamás rendezésében.
A filmben azok a nyugdíjas varrónők emlékeznek vissza az 1970-es évekre, akik 1978-ban a József Attila szocialista brigád tagjaként Állami Díjban részesültek.
A dokumentumfilmet 2009-ben a Blinken Nyílt Társadalom Archívum beválogatta a Rákosi- és Kádár-korszakról 1989 után készült legjobb negyven film közé.